# José Silvano
José Maria Lopes Silvano (Abaças, 28 de fevereiro de 1957) é um advogado, deputado, político português e antigo secretário-geral do PSD. Ele é deputado à Assembleia da República na XV legislatura pelo Partido Social Democrata. É licenciado em Direito.
Foi Presidente da Câmara Municipal de Mirandela, durante 16 anos, de 1996 a 2012 e desempenhou a função de Secretário Geral do PSD na presidência de Rui Rio.